# Corallistes bispiraster
Corallistes bispiraster är en svampdjursart som beskrevs av Mothes och Silva 1999. Corallistes bispiraster ingår i släktet Corallistes och familjen Corallistidae.
Artens utbredningsområde är havet utanför Brasilien. Inga underarter finns listade i Catalogue of Life.